# دورید
دورید (به لاتین: Dowra'id) یک منطقهٔ مسکونی در افغانستان است که در ولایت بامیان واقع شده‌است.